# Communauté de communes du Canton de Montmartin-sur-Mer
Die Communauté de communes du Canton de Montmartin-sur-Mer ist ein ehemaliger französischer Gemeindeverband mit der Rechtsform einer Communauté de communes im Département Manche in der Region Normandie. Sie wurde am 1. Januar 1993 gegründet und umfasste zehn Gemeinden. Der Verwaltungssitz befand sich im Ort Montmartin-sur-Mer.

## Historische Entwicklung
Mit Wirkung vom 1. Januar 2016 fusionierten die Gemeinden Orval und Montchaton zur Commune nouvelle Orval sur Sienne. Ebenso fusionierte die Gemeinde Quettreville-sur-Sienne mit Hyenville.
Mit Wirkung vom 1. Januar 2017 fusionierte der Gemeindeverband mit 
- Communauté de communes du Canton de Saint-Malo-de-la-Lande sowie
- Communauté du Bocage Coutançais

und bildete so die Nachfolgeorganisation Communauté de communes Coutances Mer et Bocage.

## Ehemalige Mitgliedsgemeinden
1. Annoville
2. Contrières
3. Hauteville-sur-Mer
4. Hérenguerville
5. Lingreville
6. Montmartin-sur-Mer
7. Orval sur Sienne (C/N)
8. Quettreville-sur-Sienne (C/N)
9. Regnéville-sur-Mer
10. Trelly